# 桑給巴爾舌鰨
桑給巴爾舌鰨為輻鰭魚綱鰈形目鰨亞目舌鰨科的其中一種，為熱帶海水魚，分布於西印度洋肯亞至南非開普敦西部海域，棲息深度183-293公尺，體長可達32公分，棲息在沿岸底層水域，以無脊椎動物為食，生活習性不明，可做為食用魚。

## 扩展阅读
維基物種上的相關：桑給巴爾舌鰨